# Olpe, Kansas
Olpe là một thành phố thuộc quận Lyon, tiểu bang Kansas, Hoa Kỳ. Năm 2010, dân số của xã này là 546 người.

## Dân số
Dân số các năm:
- Năm 2000: 504 người
- Năm 2010: 546 người